# Hippotion brunnea
Espèce
Hippotion brunnea est une espèce de lépidoptères de la famille des Sphingidae, sous-famille des Macroglossinae, de la tribu des Macroglossini et du genre Hippotion. 

## Description
L’espèce est similaire par sa face dorsale à Hippotion brennus forme rubribrenna mais s'en distingue par l'aile postérieure entièrement brune, la ligne dorsale blanche bien marquée allant de la tête à l'extrémité de l'abdomen et l'absence de taches blanc argenté abdominales subdorsales. Le dessus de la tête, le thorax et l'abdomen ont une nette ligne dorsale blanche. La bande marginale est légèrement plus sombre.

## Répartition et habitat
Répartition
L'espèce est connue en Indonésie (Sulawesi, Buru).

## Systématique
L'espèce Hippotion brunnea a été décrite par l'entomologiste allemand Georg Semper en 1896, sous le nom initial de Chaerocampa brunnea.

### Synonymie
- Chaerocampa brunnea Semper, 1896 Protonyme
- Panacra buruensis Rothschild, 1899[1].